# Qi Jiang (drottning)
Qi Jiang, död 781 f.Kr., var en kinesisk drottning, gift med kung Xuan av Zhou och mor till Kung You av Zhou. 
Hon var dotter till hertigen av Qi, som traditionellt brukade förse kungen med brudar. Hon beskrevs i kinesisk historiografi som en exemplarisk drottning. Kungen ska ha försummat statens affärer därför att han ägnade för mycket tid åt könsumgänge med sina hustrur, däribland henne, och hon kritiserade honom genom att offentligt be honom bestraffa henne för att ha distraherat honom från statens affärer, varpå han korrigerade sitt beteende för att slippa bestraffa henne.